# Oakland Acres (Iowa)
Oakland Acres es una ciudad ubicada en el condado de Jasper en el estado estadounidense de Iowa. En el Censo de 2010 tenía una población de 156 habitantes y una densidad poblacional de 197,48 personas por km².

## Geografía
Oakland Acres se encuentra ubicada en las coordenadas 41°43′14″N 92°49′11″O / 41.72056, -92.81972. Según la Oficina del Censo de los Estados Unidos, Oakland Acres tiene una superficie total de 0.79 km², de la cual 0.73 km² corresponden a tierra firme y (7.21%) 0.06 km² es agua.

## Demografía
Según el censo de 2010, había 156 personas residiendo en Oakland Acres. La densidad de población era de 197,48 hab./km². De los 156 habitantes, Oakland Acres estaba compuesto por el 98.08% blancos, el 0.64% eran afroamericanos, el 0% eran amerindios, el 1.28% eran asiáticos, el 0% eran isleños del Pacífico, el 0% eran de otras razas y el 0% pertenecían a dos o más razas. Del total de la población el 3.21% eran hispanos o latinos de cualquier raza.